# Hemibystra dilatata
Hemibystra dilatata là một loài tò vò trong họ Ichneumonidae.